# 曽根英二
曽根 英二（そね えいじ、1949年 - ）は、日本のジャーナリスト、阪南大学教授。

## 経歴
- 兵庫県生まれ。早稲田大学教育学部卒業。1974年、RSK山陽放送に入社（同期は中尾俊直）。アナウンサーを経て、報道部記者。1980年から1984年までJNNカイロ特派員。瀬戸内海の環境問題や聾唖者裁判、イラン・イラク戦争の取材にあたる。1990年の産業廃棄物不法投棄問題に始まる香川県・豊島 (香川県)報道で、1997年、菊池寛賞を受賞、阪南大学国際コミュニケーション学部教授。山陽放送では後に報道部長、報道局次長、報道局長代理、報道制作局長代理、報道制作局理事を歴任。2010年『限界集落』で毎日出版文化賞受賞。

## その他の主な受賞
- 91年ドキュメンタリー「豊かの島のゴミ騒動」で地方の時代映像祭･大賞
- 97年中坊公平氏と第45回菊池寛賞受賞
- 98年｢第24回放送文化基金賞｣個人賞
- 99年ドキュメンタリー「ゴミの島から民主主義」で民放連盟賞テレビ報道部門・最優秀賞など
- 01年「第１回早稲田ジャーナリズム大賞」
- 02年「第１回放送人の会グランプリ」

## その他の主な取材
イランイラク戦争、レバノン戦争、湾岸戦争（イスラエル）など４つの戦争を取材。外国人労働者問題でバングラデシュ取材。終戦50年「ヒットラーの子供たちの国は今」取材。聾唖者窃盗裁判継続取材。95年に環境ホルモンを扱った「２つの海の物語」取材。98年に北朝鮮取材。99年に特攻の妻取材。
2007年から「限界集落」を継続取材。豊島報道ではＪＮＮ「筑紫哲也NEWS23」に15回超の特集

## 主なドキュメンタリー作品と受賞
- 90年、「嫁来い」・・・・・・過疎、嫁不足の村の嫁来い作戦
- 〇91年、「豊かの島のゴミ騒動」・・・瀬戸内の豊島に都会のゴミが（地方の時代映像祭・大賞）
- 92年、「おっちゃんの裁判」・・・600円窃盗に問われた読み書きも手話もできない聾唖者　（地方の時代映像祭・優秀賞）
- 93年、「音大が出ていく」・・・札束で張られた音大が去って行く小都市
- 93年、「ふたつの海の物語」・・・瀬戸内海と米チェサピーク湾の汚染巻貝の雌にペニスや２つ頭の魚
- 〇94年、「三たび殺られた」・・・立ち上がった豊島住民と県の責任（民放連盟賞報道部門・優秀賞 地方の時代映像祭・優秀賞）
- 95年、「聞こえるか砂の響き」・・・瀬戸内海の海砂採取と環境破壊
- 〇96年、「瀬戸内のドン・キホーテ」・・・豊島のリーダーがハマチ養殖廃業
- 〇97年、「泣き寝入りさせまへん」・・・豊島を支える中坊公平弁護士（民放連盟賞教養部門･優秀賞 地方の時代映像祭･優秀賞ほか）
- 98年、「じいちゃんになってしまう」・・・果たして裁けるのか・おっちゃんの裁判、（地方の時代映像祭・審査委員会推奨）
- 〇99年、「ゴミの島から民主主義」・・・思い余って豊島が県議選に候補を（民放連盟賞報道部門･最優秀賞、地方の時代賞・優秀賞）　放送文化基金・ドキュメンタリー番組賞
- 00年、「生涯被告」・・・おっちゃんに変調が(民放連盟賞報道部門･優秀賞　地方の時代賞・優秀賞）
- 〇01年、「島の墓標」・・・知事が謝罪、されど69人が亡くなった（民放連盟賞報道部門･優秀賞　早稲田ジャーナリズム大賞）
- 01年「思い消えず」・・・特攻の妻の思い
- 〇02年「もがき」・・・・・豊島再生への住民のもがき
- 〇03年「人間廃棄物か」・・・豊島再生へ住民の危機、そして中坊さんは・・
- 06年「ワイン大国を夢見た男たち」・・・JNN共同制作・幕末の侍池田長発とワインロード
- 07年「吾（わ）の村なれば」・・・限界集落の釜村
- 08年「限界～吾のむらなれば」・・・先の見えぬ釜村、農民作家と牛飼い
- 08年「田舎は宝の山」・・・都会から就農9家族
- ○09年「上を向いて」・・・中坊さん弁護士返上と豊島の赤裸々な闘い
- 09年「よかったな」・・・都会からパティシエらがブドウ就農
- 09年「シェルター」・・・ホームレスら弱者の駆け込み寺
- ○12年「安岐さんの海」・・・安岐さんが漁師に戻る
- 14年「智さん和尚になる」・・・アメリカ人禅尼が和尚に
- ○16年「鳥の目 虫の目 豊島」・・・ドローンで見た産業廃棄物不法投棄現場の現在、アート観光に押しよせる人びと
- ○17年「「凪（な）がんシケはない －豊島42年の闘い」・・・不法投棄された産業廃棄物の島外撤去完了。住民42年の闘いの今

〇印は豊島ドキュメンタリー
＊印は聾唖者裁判ドキュメンタリー

## 著書
- 『ゴミが降る島 香川・豊島産廃との「20年戦争」』日本経済新聞社　1999
- 『限界集落 吾の村なれば』日本経済新聞出版社　2010
- 『生涯被告「おっちゃん」の裁判 600円が奪った19年』平凡社　2010

共著
- 「アラブ報道40年～13人の特派員が伝えた中東」2012年・RSK
- 「映像が語る『地方の時代』30年」2010年・岩波書店
- 「日本のドキュメンタリー４」2010年・岩波書店
- 「報道が社会を変える」2005年・早大出版
- 「職業としてのジャーナリスト」2005年・岩波書店、筑紫哲也編

## 参考
- 限界集落―吾の村なれば - 紀伊國屋書店BookWeb
- メッセージ - 阪南大学